# Асен (село)
Асен (болг. Асен) — село в Болгарии. Находится в Старозагорской области, входит в общину Павел-Баня. Население составляет 495 человек.

## Политическая ситуация
В местном кметстве Асен, в состав которого входит Асен, должность кмета (старосты) исполняет Росица Вылкова Русева (коалиция 2 партий: Болгарский земледельческий народный союз (БЗНС) и Союз демократических сил (СДС)) по результатам выборов.
Кмет (мэр) общины Павел-Баня — Станимир Христов Радевски (инициативный комитет) по результатам выборов.